# Baron Kenyon

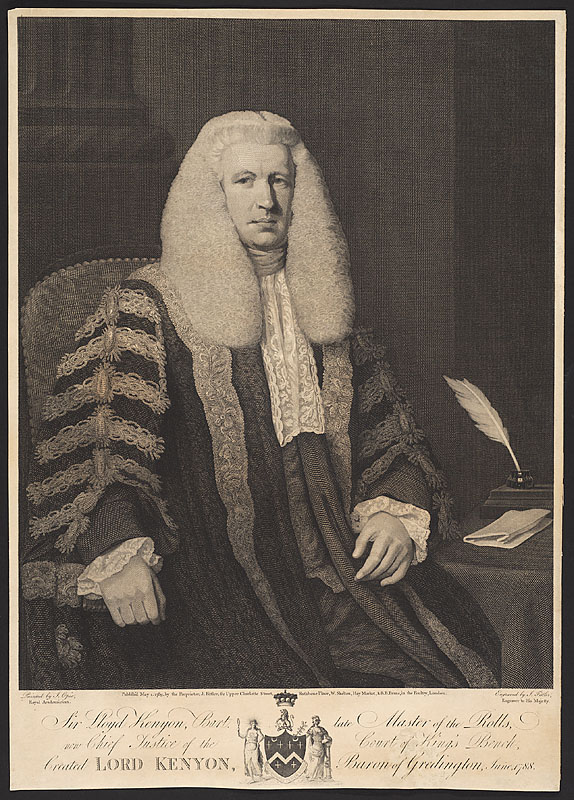
Lloyd Kenyon, 1. Baron Kenyon

Baron Kenyon, of Gredington, in the County of Flint, ist ein erblicher britischer Adelstitel in der Peerage of Great Britain.

## Verleihung
Der Titel wurde am 9. Juni 1788 für den Unterhausabgeordneten und Master of the Rolls Sir Lloyd Kenyon, 1. Baronet geschaffen.

## Nachgeordnete Titel
Bereits am 24. Juli 1784 war er in der Baronetage of Great Britain zum Baronet, of Gredington in the County of Flint, erhoben worden.

## Liste der Barone Kenyon (1788)
- Lloyd Kenyon, 1. Baron Kenyon (1732–1804)
- George Kenyon, 2. Baron Kenyon (1776–1855)
- Lloyd Kenyon, 3. Baron Kenyon (1805–1869)
- Lloyd Tyrell-Kenyon, 4. Baron Kenyon (1864–1927)
- Lloyd Tyrell-Kenyon, 5. Baron Kenyon (1917–1993)
- Lloyd Tyrell-Kenyon, 6. Baron Kenyon (* 1947)

Titelerbe (Heir apparent) ist der Sohn des aktuellen Titelinhabers, Hon. Lloyd Tyrell-Kenyon (* 1972).